# Der Lange Kosmos
Der Lange Kosmos (Originaltitel: The Long Cosmos) ist ein Science-Fiction-Roman der englischen Schriftsteller Terry Pratchett und Stephen Baxter. Die englischsprachige Erstausgabe erschien 2016 bei Doubleday. Die deutsche Übersetzung von Gerald Jung wurde 2017 im Goldmann Verlag veröffentlicht. Es ist die vierte und letzte Fortsetzung von Die Lange Erde. Pratchett starb während der Arbeit an dem Roman, so dass Baxter die Fertigstellung allein übernehmen musste.
In diesem Band erreicht die Nachricht einer außerirdischen Intelligenz die lange Erde und zwingt deren unterschiedliche Bewohner, zusammenzuarbeiten.

## Handlung
Der Roman spielt in den Jahren 2070 bis 2071 und beginnt damit fünfundfünfzig Jahre nach dem Wechseltag, an dem Willis Linsays Wechselbox der Menschheit Zugang zur Langen Erde verschaffte.
Die Botschaft Mach mit! erreicht von einem zunächst unbekannten Herkunftsort auf verschiedene Art die lange Erde. Für alle Bewohner ist sie angepasst, jeder versteht sie in seiner Sprache, Trolle und andere Nicht-Menschliche spüren sie. Bei einer Analyse durch die Next entdecken diese eine Bauanleitung für eine riesige Maschine, deren Zweck zunächst unklar bleibt. Next, Menschen und die beiden verbliebenen künstlichen Lebensformen müssen zusammenarbeiten und die Frage klären, ob man antworten soll oder nicht.

### Handlungsstränge

#### Joshuas Reise
Joshua Valienté, mittlerweile Ende 60, lebt einsam. Seine Frau ist gestorben, sein Sohn von ihm entfremdet. Er braucht, wie er es nennt, eine „Auszeit“. Deshalb tritt er eine Reise in die hohen Megas an, wo er allein sein will. Bald merkt er, dass er zunehmend mit Problemen des Alters zu kämpfen hat. Als er sich ein Bein bricht, nehmen ihn einige Trolle in ihre Gemeinschaft auf. Hilflos ist er in dieser Welt gestrandet, wird aber von seinem Sohn gerettet.

#### Die Next
Die Next entschlüsseln als erste, dass eine verborgene Bauanleitung in der Nachricht versteckt ist. Trotz ihrer Arroganz gegenüber anderen Spezies (insbesondere der von ihnen als Dummpfbirnen bezeichneten Menschen), suchen sie den Kontakt zu diesen. Ihnen ist klar, dass sie diese Fragen nicht allein beantworten dürfen. Die Next haben aus der Technologie der Silberkäfer (siehe dazu Band 4) eine Art Replikatoren entwickelt, die für sie Nahrungsmittel und technische Geräte konstruieren können. In der Welt West 3.141.592 bauen sie schließlich die riesige Maschine, die sie den Denker nennen.

#### Nelsons Reise
Nelson Azikiwe erfährt, dass eine kurze Affäre auf dem Durchquerer dazu führte, dass er einen Enkel hat. Er reist durch viele Welten, um diesen und seinen Sohn kennenzulernen. Plötzlich verschwinden jedoch alle Durchquerer und mit ihnen sein Enkel. Er beschließt, Lobsang um Hilfe zu bitten.

#### Der Denker
In einer bis hierhin einzigartigen Kooperation bauen Menschen und Next nach den Plänen der außerirdischen Botschaft eine riesige Maschine, die sich über annähernd eine ganze Welt erstreckt.
Schließlich wird die Maschine fertiggestellt, und die vereinten Spezies entdecken eine Möglichkeit, dank der so geschaffenen Superintelligenz nach „Norden“ zu wechseln und in das Geflecht einzutreten, die Kombination aller langer Welten der Galaxis. Ein Trupp ausgewählter Pioniere wird an Bord eines speziellen Schiffs, der Onkel Arthur, benannt nach Arthur C. Clarke, auf die Reise geschickt.

## Hauptfiguren
Joshua Valienté: Die Hauptfigur der Serie.
Schwester Agnes: Die wiederbelebte Schwester Agnes ist hundert Jahre nach ihrer Geburt des Lebens überdrüssig und beschließt, zu sterben.
Dev Bilaniuk und Lee Malone: Werden von den Next in Die Farm geholt, um zu Fragen über die außerirdische Nachricht gehört zu werden.
Lobsang: Durch eine erneute Krise aus der Bahn geworfen, begibt sich Lobsang in eine Simulation des alten Tibet, wo er ohne Erinnerung an seine frühere Existenz als junger Mönch aufwächst.
Nelson Azikiwe: Ehemaliger Priester und Weggefährte Joshua Valientes.

## Stellung in der Serie
Der Lange Kosmos ist der fünfte und letzte Teil einer Serie, die mit Die Lange Erde (dt. 2013) begann und mit Der Lange Krieg (dt. 2015), Der Lange Mars (dt. 2015) und Das Lange Utopia (dt. 2016) fortgesetzt wurde.

## Die Struktur der Langen Erde am Ende der Reihe

### Zeitlinie
2002: Joshuas Geburtsjahr
2015: Wechseltag
2030: Die Lange Erde (Band 1)
2040: Der Lange Krieg (Band 2)
2040–45: Der Lange Mars (Band 3)
2045–59: Das Lange Utopia (Band 4)
2070–71: Der Lange Kosmos (Band 5)

### Geografie
Die Erforschung der langen Erde findet in den Romanen vorwiegend in Richtung West statt. Ohne konkrete Gründe bildet sich die Gewohnheit heraus, dass Europäer und Amerikaner sich eher Richtung Westen, Asiaten eher Richtung Osten ausdehnen.
Durch die „Entfernung“ einer Welt aus der langen Erde (Band 4), stimmt die Nummerierung jenseits dieser eigentlich nicht mehr. Dennoch werden die alten Zahlen beibehalten.
In Band 5 wird eine Mellanier-Karte erwähnt, die die lange Erde kartografiert.
Orte in der langen Erde
- Ost 20 Millionen: Letzter erreichter Punkt Richtung Osten.

- Ost 2 Millionen: Lücke

- 0: Datum

- Die Nahen Erden: Die unmittelbar an die Datum angrenzenden Welten. Eine klare Definition, wie weit diese reichen, gibt es nicht.

- Datum bis West 30.000: Eisgürtel, die Welten ähneln der Datum, sind aber teilweise viel kälter. Wie weit sich der Eisgürtel nach Osten ausdehnt ist unbekannt.

- Minengürtel

- bis West 300.000: Getreidegürtel

- West 101.754: Reboot

- ab West 1.000.000: die Hohen Megas

- West 1.217.756: New-Springfield

- West 1.397.426: Weiß-der-Kuckuck-wo

- West 1.400.013: Walhalla

- West 1,5 Millionen: Happy Landings

- West 1,6 Millionen: Beagles-Welt & Rechteckwelt

- West 2 Millionen: Lücke

- West 3.141.592: Apple Pi, Little Cincinnati, der Denker

- West 239.741.211: Karakal

- West 250 Millionen: Letzter erreichter Punkt Richtung Westen.

Weiche StellenÄhnlich wie Wurmlöcher bilden diese Übergänge zwischen weit entfernten Welten der langen Erde.
JokerImmer wieder trifft man auf Welten, die aus der üblichen Erscheinung herausfallen und oft sehr exotische Erscheinungen haben.
ÄgidenHoheitsgebiete von Staaten auf der Datumerde, die sich in die lange Erde erstrecken. Explizit wird nur die US-Ägide genannt.
Das GeflechtDie Gesamtheit der langen Welten der Galaxis.

### Spezies
Die Bezeichnungen aller Spezies sind diejenigen, die die Menschen ihnen gegeben haben. Eigennamen kommen nicht vor. Einzige Ausnahme bilden hier die Next.
MenschenUnter den Hominiden die anscheinend am wenigsten zum Wechseln Begabten. Es gibt Weiche-Stellen-Finder mit dem Talent, intuitiv Übergänge zu weit entfernten Welten zu finden, natürliche Wechsler, die ohne Hilfe wechseln können und Phobiker, die gar nicht wechseln können. Ferner bildet sich noch die Subkultur der Streuner heraus, die feste Heimatwelten ablehnen und sich frei durch die lange Erde bewegen.
TrolleHominide, die alle natürliche Wechsler sind. Sie sind den Menschen freundlich gesonnen, helfen diesen und suchen zeitweise ihre Nähe. Durch das Zusammenleben von Menschen und Trollen wird das Aufkommen der Next begünstigt.
BeaglesIm Aussehen hundeähnliche Spezies, die nach der Hunderasse benannt werden. Sie sind matriarchalisch organisiert. Im Fokus steht nicht das Individuum, sondern die Gemeinschaft.
Künstliche LebensformenEs gibt zwei davon. Lobsang, der in einen Computer reinkarniert ist und Schwester Agnes, die von Lobsang nach ihrem Tod auf ähnliche Weise in einen Androiden programmiert wird. Während Lobsang durch seine große Neugier immer weiter durch die Erforschung der langen Erde getrieben wird, verliert Schwester Agnes irgendwann das Interesse an weiteren Erfahrungen und beschließt, ihre Existenz zu beenden.
NextSuperintelligente, mutierte Menschen. Sie sondern sich von den normalen Menschen ab und gründen ihre eigene Kultur und Lebensweise. Sie verwenden eine eigene Sprache, das sogenannte Schnellsprech.
LollipopsVon den Next künstlich erzeugte Wesen, deren Intelligenz die der normalen Next noch übersteigt. Die Bezeichnung geht auf ihre durch übergroße Köpfe geprägte Erscheinung zurück.
DurchquererKollektiv denkende und fühlende Wesen, die die lange Erde durchwandern und dabei unterschiedliche Lebewesen einsammeln, die auf ihnen leben wie die Bewohner auf einer Insel oder einer Arche.
SilberkäferAußerirdische, die (in Band 4) einen Zugang zur langen Erde finden und diese nach ihren Bedürfnissen umgestalten.
SagittarianerAußerirdische, die aus dem Zentrum der Milchstraße eine Nachricht in die lange Erde senden (Band 5).

### Institutionen
Waisenhaus in MadisonHier wächst Joshua Valienté auf und hier war auch Schwester Agnes tätig. Das Waisenhaus wird nach der Yellowstone-Katastrophe nach Madison West 5 verlegt. Die Handlung und viele ihrer Protagonisten kehren immer wieder hierhin zurück.
transEarthEine von Lobsang gegründete Institution, die die Erforschung und Nutzbarmachung der langen Erde zum Ziel hat.
Black CorporationDouglas Blacks Wirtschaftsimperium.
HGLEDie Handelsgesellschaft der Langen Erde. Sie organisiert die Wirtschaftsströme zwischen den Welten.
Die FlotteUrsprünglich umfasst diese nur die Twains, später auch andere wechselfähige Vehikel.
Long UnityOrgan der UN, das sich in die lange Erde ausdehnt.
GapSpaceUnterorganisation der NASA, die die Erforschung des Weltraums ausgehend von der Lücke bei West 2 Millionen betreibt.

### Technologie und Wissenschaft
WechselnIm Verlauf der Geschichte wird die Theorie aufgestellt, dass das Wechseln eine Funktion von Intelligenz ist. Die Parallel-Welten wären somit eine Art Zustandsvektor, der erst dann wirklich wird, wenn man dorthin wechselt. Da alle Wechsler dieselben Welten vorfinden, müssten diese nach dem ersten Wechseln entstanden sein. Deshalb wird vermutet, dass ein großer Teil der langen Erde durch die Trolle erschaffen wurde, die schon sehr früh weit durch die lange Erde gereist sind. Mit höheren Formen der Intelligenz ergibt sich (in Band 5) die Möglichkeit, höhere Formen des Wechselns in andere Welten zu praktizieren.
TrollrufEin kollektives Bewusstsein der Trolle. Diese sammeln Informationen durch sogenannte Trollgesänge und tragen sie von Welt zu Welt. Im Trollruf sind alle Erinnerungen festgehalten, die je ein Troll gesammelt hat.
OuternetEine Art analoges Internet, das sich über verschiedene Welten erstreckt. Informationen werden zwischen den Welten durch Boten und Twains verbreitet.
BohnenstängelAb Band 3 an mehreren Orten der langen Erde errichtete Weltraumlifte.
WechselboxenVon Willis Linsay erfundenes Gerät, das Menschen, die nicht natürlich wechseln können, den Übergang in die lange Erde ermöglicht.
TwainsZeppelinartige Luftschiffe, die wechseln können.